# Николай Дупак
Николай Лукянович Дупак (5 октомври 1921 г., Старобешево, Донецка област, Украинска ССР – 26 март 2023 г., Москва, Русия) – съветски и руски театрален и филмов актьор, театрален режисьор, постановчик. Участник във Великата отечествена война. Заслужил артист на РСФСР (1980 г.), заслужил артист на Украйна (2012 г.). Заслужил артист на град Москва (2019 г.).

## Биография
Роден на 5 октомври 1921 г. в градския тип селище Старобешево, Донецка област, Украинска ССР, в голямо семейство. Съселянин и земляк на Паша Ангелина, известна участничка в стахановското движение през първите петилетки, ударничка и два пъти Герой на социалистическия труд.
Родителите му, Лукян Илич и Анна Артьомовна, отгледали и образовали пет деца (Елизавета, Сергей, Ефросиня, Григорий, Николай). Бащата преминал през цялата Първа световна война, награден е с кръст „Свети Георги“. Дядо му, Иля Дупак, героично се сражавал срещу турците, освобождавайки България, отличил се в защитата на Шипченския проход в Руско-турската война от 1877 – 1878 г.
От 1930 г. Николай участва активно в училищни и районни представления и театрални постановки, изпълнява стихотворения и монолози на градски и регионални събития, посветени на държавни празници и годишнини. През 1935 г. е поканен от главния режисьор на Таганрогския драматичен театър да играе ролята на Дамис в пиесата „Тартюф“ по комедийната пиеса на Молиер.
През 1937 г. Николай Дупак постъпва в театралното училище в Ростов на Дон под ръководството на известния режисьор, актьор и учител Юрий Завадски, където успява да завърши само три курса преди войната. Едновременно с това служи в Ростовския драматичен театър „Най-М. Горки“.
Участник във Великата отечествена война от 27 юли 1941 г. до 23 септември 1943 г. От септември до декември 1941 г. учи в Новочеркаското кавалерийско училище. Тогава Новочеркаск е наричан ковачница на съветски кавалерийски кадри, тъй като в този град са базирани Курсовете за повишаване на командния състав на кавалерията „Червенознаме“, а с избухването на войната там започват да се обучават и младши офицери за кавалерийските части на Червената армия по ускорена програма. Николай Дупак завършва с отличие през зимата на 1941 г. с чин лейтенант и е изпратен на Западния фронт близо до Москва. От 16 март 1942 г., като част от 7-и кавалерийски корпус (Брянски фронт), преобразуван със Заповед на Народния комисариат на отбраната № 30 от 19 януари 1943 г. в 6-и гвардейски кавалерийски корпус. Гвардейски старши лейтенант. Участник в отбраната на Москва, Сталинград и воюва на други фронтове.
Той се издига в йерархията от кадет до командир на разузнавателен взвод, а след това до командир на гвардейски кавалерийски ескадрон (повече от 250 души, включително, освен кавалеристи, картечен взвод, бронебойно-пробивен взвод с противотанкови пушки и батарея от леки оръдия „четиридесет и пет“).
През 1942 г. е приет в редиците на Всесъюзната комунистическа партия (болшевики). Многократно е награждаван с поощрения и благодарности от командването (включително от командващия армията, а по-късно и командващия фронта Константин Рокосовски, главния инспектор на кавалерията на Червената армия генерал-полковник Городовиков и др.). Награден е с орден „Червено знаме“, орден „Отечествена война“ от I и II степен и медали за военни заслуги и особена храброст, смелост и безкористност.
По време на боевете е ранен три пъти (два пъти тежко) в гърлото, левия крак, ръката и десния крак) и е контузен веднъж, губейки слуха и говора си. Лекуван е в болници в Мичуринск, Москва, Куйбишев, Чапаевск, Актюбинск. Става инвалид и след болницата е уволнен от армията. В Актюбинск офицерът Н. Л. Дупак организира постановката на няколко пиеси и концерта в болницата и Двореца на културата, приходите от които са използвани за изграждане на танк Т-34. Случайно се запознава с режисьора Александър Дейвидсън, който е асистент на Александър Довженко и който чрез Постоянното представителство на Украинската ССР призовава уволнения инвалид с актьорско минало в Москва, за да участва в снимките на филма „Украйна в пламъци“. Филмът обаче не е заснет. Въпреки инвалидността си и уволнението си от армията Дупак не се примирява с позицията си. Ежедневно той тренира мускулите на ръцете и краката, гласните струни и слуха си в продължение на дълго време и се изправя на крака, възстановява говора и слуха си. Това му позволява да се завърне към актьорската професия. Той е нает като актьор в „Мосфилм“.
От 1943 до 1963 г. е водещ актьор и режисьор в театър „К. С. Станиславски“. Успоредно с работата си в киното и представленията той участва активно в обществена работа в театъра, секретар е на Комсомола, а след това и на партийната организация на театъра; след внезапната смърт на директора той изпълнява тази функция. Има прекрасни отношения с колегите и подчинените си.
През периода 1963 – 1990 г. (с кратко прекъсване) – актьор и режисьор на театър „Таганка“. Дупак по-късно измисля и утвърждава емблемата на театъра – червен квадрат с черни думи по периметъра.
През пролетта на 1964 г. той кани Юрий Петрович Любимов в театъра си и го наема за художествен ръководител. По това време той работи като преподавател в театралното училище „Б. В. Щукин“ към театър „Вахтангов“. Там през 1959 г. Юрий Любимов дебютира като режисьор, поставяйки пиесата на Александър Галич „Колко му трябва на човек?“, а през 1963 г., с помощта на студенти от курса на А. А. Орочко, поставя втора пиеса – „Добрият човек от Сечуан“ по пиесата на Бертолт Брехт. Дупак харесва тази пиеса и убеждава Любимов да работи в „Таганка“, въпреки че възнамерява да се премести в град Дубна в Московска област (с население от около 30 хиляди души по това време), където му е обещана сграда за Дом на културата за театрални постановки и хубав апартамент.
Той наема Владимир Висоцки да работи в театъра въпреки първоначалните възражения на Юрий Любимов.
След като в Киев се запознава с младия талантлив артист на Киевския театър за руска драма „Леся Украинка“ Давид Боровски, Дупак го примамва в Москва на своята „Таганка“, създава условия, осигурява апартамент за семейството му недалеч от театъра и урежда сина си да посещава художествено училище. В „Таганка“ способностите на Боровски се разкриват и развиват допълнително. Давид Львович Боровски-Бродски става народен артист на страната, театрален художник и сценограф и е удостоен с много награди и отличия.
Дупак се стараел навсякъде да създава такива условия за труд и почивка на актьорите и другите служители на театъра, че те да могат напълно да се концентрират върху творчеството и да разкрият напълно своите таланти и умения. Той помагал и подкрепял талантливи колеги, търсел техните награди. През 60-те и 80-те години на XX век театър „Таганка“ се превръща в най-посещавания театър в столицата, а също така активно гастролирал в страната и чужбина. Повече от 30 пъти е ходил на чуждестранни турнета, включително в 13 капиталистически страни, което за онова време в условията на „студената война“ и „желязната завеса“ било голяма рядкост.
Докато работел като ръководител на театър „Таганка“, Николай Лукянович, по принцип, за да не злоупотребява със служебното си положение, винаги отказвал да играе роли в постановките на театъра си. Той продължава да работи в киното, участвайки в десетки филми.
Диапазонът от роли е широк и ярък: от войници и моряци до армейски командири и фелдмаршали, от обикновени граждани до лидери на страната и регионите, от обикновени полицаи до полицейски комисари, от обикновени войници до военен командир, от адютант до председателя на Министерския съвет на СССР.
През януари 1977 г., поради конфликт с Юрий Любимов, той напуска театъра и заема поста директор на Театър на Малая Бронная, където за малко повече от година успява да направи много полезни и важни неща: да построи малка сцена за Михаил Михайлович Козаков, да ремонтира основните помещения, да покани талантливи режисьори и да осигури допълнителни позиции и апартаменти за нуждаещи се актьори. През 1978 г., по настоятелно искане на Любимов и трупата, се завръща в театър „Таганка“.
Пилотът-космонавт, два пъти Герой на Съветския съюз Георгий Михайлович Гречко, дългогодишен член на Художествения съвет на театър „Таганка“, отбелязва: „Малко хора имат способността да забележат, подкрепят, издигат, оформят и развиват таланта на някой друг. Николай Дупак е щедро надарен с този дар. Да обичаш актьорите, да ги разбираш и да говориш с тях на един и същи език, да дишаш в такт с тях – това също е талант. При това талант от най-рядко качество. Искрено се гордея, че съдбата ме събра с този необикновен човек. Хора от мащаба и качествата на Николай Лукянович Дупак са рядко явление и затова са изключително ценни. Това е нашето национално съкровище. Той е патриархът на нашия театър и изкуство“.
През 1990 г., на 70-годишна възраст, Дупак решава да напусне театър „Таганка“. В края на XX и началото на XXI век той работи като директор на Културния център „Таганка“, главен режисьор-консултант на Държавната културна институция към Московското обединение „Музеон“ и съветник на генералния директор на театъра за животни „Кътчето на Дуров“ по творчески и строителни въпроси. Забележителен факт: през 1993 г., няколко месеца след трагичния и нашумял конфликт между Юрий Любимов и трупата на театър „Таганка“ и драматичното разделяне на два отделни театъра (Театър „Таганка“ и Театър „Общност на актьорите от Таганка“), екипът на Театър „Общност на актьорите от Таганка“ изпраща писмо-покана до Дупак с молба да се върне и да стане директор на техния театър. Въпреки това Дупак поставя условие, че ще приеме поканата и ще стане директор, ако театърът се обедини и отново стане единна институция. Това не се случва и Дупак подава оставка като директор.
С негово пряко участие и активно съдействие на Таганка са построени Културният център-музей „В. С. Висоцки“, Домът на руската чужбина „Александър Солженицин“ и други значими обекти, открити са няколко столични театри, музеи „Висоцки“ и музеи „Чехов“ в страни от близкото и далечното минало.

## Титли, награди и отличия
- Заслужил артист на РСФСР (1980);
- Заслужил артист на Украйна (2012);
- Орден „Червено знаме“;
- Орден „Отечествена война“ I степен;
- Орден „Отечествена война“ II степен;
- Орден „Приятелство на народите“;
- Орден „За храброст“;
- Медал „За отбраната на Москва“;
- Медал „За отбраната на Сталинград“ юбилейни, обществени и ведомствени ордени и медали на СССР, Руската федерация, чуждестранни;
- Национална награда „Признание“ (2017);
- Почетен гражданин на град Валуйки (Белгородска област) (1945);
- Почетен гражданин на Старобешевски район на Донецка област (1965);
- Народен художник на фабрика „Червен октомври“ (1980).[2]